# Hillsboro (Észak-Dakota)
Hillsboro település az Amerikai Egyesült Államok Észak-Dakota államában, Traill megyében, melynek megyeszékhelye is. Lakosainak száma 1649 fő (2020. április 1.).

## Népesség
A település népességének változása:

| 2010 | 1 603 |
| 2020 | 1 649 |